# Seconda guerra anglo-sikh
La seconda guerra anglo-sikh ebbe luogo dal 1848 al 1849 e venne combattuta tra la Compagnia britannica delle Indie orientali e l'Impero Sikh. La guerra portò alla totale sottomissione dell'Impero Sikh ed all'annessione del Punjab e ciò che divenne poi nota come Provincia della Frontiera Nord-Occidentale ai territori della Compagnia britannica delle Indie orientali.

## Antefatto e cause della guerra
Il Regno Sikh nel Punjab si era consolidato con l'espansione voluta dal maharaja Ranjit Singh durante i primi anni del XIX secolo. Durante questo stesso periodo anche la Compagnia delle Indie orientali britannica iniziò la sua espansione all'interno del continente indiano. Ranjit Singh aveva mantenuto un'alleanza incerta con gli inglesi, da un lato facendo concessioni ai britannici, dall'altro rafforzando la potenza militare del Khālsā (l'esercito Sikh), per usarlo come deterrente per future aggressioni contro gli inglesi ed espandere il territorio sikh a nord, occupando i territori tra l'Afghanistan ed il Kashmir.
Quando Ranjit Singh morì nel 1839, l'Impero Sikh cadde nel disordine più totale. Vi fu la successione di una serie di regnanti di breve durata che incrementarono ancora di più la tensione tra l'esercito e la corte. La Compagnia britannica delle Indie orientali iniziò a rafforzare la propria forza militare ai confini del Punjab al punto che i sikh invasero il territorio britannico causando lo scoppio della Prima guerra anglo-sikh dove l'impero uscì sconfitto, ma ancora indipendente dal dominio britannico, raggiungendo un accordo con gli inglesi.

### Conseguenze della sconfitta nella prima guerra anglo-sikh
Alla fine della guerra, l'impero Sikh venne forzato a cedere diversi territori di valore (lo Jullundur Doab) alla Compagnia britannica delle Indie orientali, ed il maharaja Gulab Singh, governante del Jammu, ottenne di acquisire il Kashmir dall'Impero Sikh grazie ad un largo compenso pagato agli inglesi.
L'infante maharaja Duleep Singh dell'Impero Sikh ottenne di poter mantenere la reggenza del proprio trono, ma un residente britannico, sir Henry Lawrence, ne controllò difatti la politica. La madre di Duleep Singh, la maharani Jind Kaur, continuò a cercare di esercitare una qualche influenza sul reggente ma venne esiliata da Lawrence, fatto che gli inimicò diversi rappresentanti del locale governo indiano.
L'esercito della regione ad ogni modo doveva essere mantenuto all'attivo dal momento che per mantenere l'ordine nell'area era necessaria la forza militare, assieme all'Esercito del Bengala sotto il controllo britannico. Al contrario, il governatore generale dell'India, il visconte Hardinge, iniziò a fare dell'economia dopo la guerra, riducendo la forza dell'esercito a soli 50 000 uomini e dando maggior predominanza agli ufficiali inglesi rispetto ai nativi, i quali erano subordinati agli europei indipendentemente dal loro grado.
Già all'inizio del 1848, sir Henry Lawrence, si trovava ammalato e partì alla volta dell'Inghilterra. Anche se il suo incarico venne assunto da suo fratello minore John Lawrence, lord Dalhousie, che aveva rimpiazzato Hardinge come governatore generale, nominò sir Frederick Currie al suo posto. Currie era un legalista, con la propria base a Calcutta, il quale era inesperto in campo militare e nulla conosceva del Punjab. Mentre i Lawrence erano molto avvezzi alla materia, Currie era incline alla cautela. In particolare, la sua inesperienza lo portò a rifiutare i dispacci riportatigli da James Abbott, il suo agente politico ad Hazara, il quale aveva ricevuto informazioni di un possibile complotto che il sardar Chattar Singh Attariwalla, governatore sikh di Hazara, stava tramando con altri sardar.

## L'inizio della guerra
La città di Multan era parte dell'Impero Sikh, essendo stata catturata da Ranjit Singh nel 1818. Nel 1848, essa era governata da un viceré indù, il diwan Mulraj Chopra. Dopo la fine della Prima guerra anglo-sikh, Mulraj aveva agito in maniera indipendente. Quando gli viene chiesto dal durbar di Lahore (alleato inglese) di pagare una tassa con degli arretrati, Mulraj tentò di passare il potere a suo figlio, così da iniziare la creazione di una vera e propria dinastia regnante sulla città. Currie invece impose al suo posto il governatore sikh, sardar Khan Singh, con un agente politico britannico, il tenente Patrick Alexander Vans Agnew.
Il 18 aprile 1848, Vans Agnew giunse a Multan con un altro ufficiale, il tenente William Anderson, ed una piccola scorta. Mulraj aveva le chiavi della fortezza locale, ma quando Vans Agnew tentò di prendere possesso di questa, il piccolo corpo inglese venne attaccato dalle truppe irregolari di Mulraj, facendo scoppiare una rivolta in città. Entrambi gli ufficiali rimasero feriti nell'attacco, ma vennero salvati da Khan Singh e portati in una moschea fuori città, ma morirono il giorno successivo in un attacco della folla.
Mulraj successivamente disse di non aver istigato questi attacchi, ma di fatto fu tra i fautori della ribellione anti-inglese. Egli presentò la testa di Vans Agnew al sardar Khan Singh, e gli chiese di riportarla a Lahore. La notizia dell'uccisione dei due ufficiali si diffuse ben presto in tutto il Punjab ed i dissapori aumentarono. Un gran numero di sikh disertarono l'esercito regolare per unirsi alla causa di Mulraj.

### La prosecuzione degli scontri
Il tenente Herbert Edwardes, l'agente politico britannico a Bannu, si trovava presso Multan nell'aprile del 1848 ma non fu in grado di salvare Vans Agnew. Egli riuscì in breve tempo a raccogliere alcune truppe irregolari Pakhtun ed assieme ad alcuni reggimenti sikh sconfisse l'esercito di Mulraj nella Battaglia di Kineyri presso il fiume Chenab il 18 giugno successivo. Egli riuscì a respingere le forze ribelli sino alla cittadella fortificata ma non fu in grado di attaccarla.
Nel frattempo, apprendendo degli eventi a Multan, Currie scrisse a sir Hugh Gough, il comandante in capo dell'Armata del Bengala, raccomandando ulteriori forze a Multan. Ad ogni modo Gough, supportato da Dalhousie, il governatore generale, preferì non spostare le truppe nel Punjab sino al periodo caldo dei monsoni a novembre. Al contrario, Currie ordinò ad un piccolo drappello di soldati al comando del generale Whish di iniziare l'assedio alla cittadella. Queste forze raggiunsero Edwardes a Multan tra il 18 ed il 28 agosto. Su segnalazione di alcuni agenti politici, le forze ribelli vennero identificate con un grande contingente comandato dal sardar Sher Singh Attariwalla, figlio di Chattar Singh.
Il capitano John Nicholson, al comando della cavalleria regolare di stanza a Peshawar, assediò il forte vitale di Attock sul fiume Indo epurandolo della sua guarnigione sikh cogliendola di sorpresa. Le forze di Nicholson raggiunsero quindi quelle di James Abbott per prendere le colline di Margalla che separavano Hazara dalle valli del Punjab. Quando Chattar Singh si ribellò apertamente nell'agosto di quell'anno, le sue forze non furono in grado di lasciare Hazara senza combattere in battaglia. Anche se Chattar Singh riuscì per ben due volte nell'intento di catturare i passaggi tra le colline, egli fallì nell'ottenerne vantaggi e riarretrò ad Hazara.

## Il corso della guerra
Dal momento che la stagione fredda iniziava a novembre, molti contingenti della Compagnia britannica delle Indie orientali presero parte agli scontri.
Un contingente dall'Esercito di Bombay (amministrato separatamente da quello del Bengala) ottenne l'ordine di rinforzare Whish ad assediare Multan. Questa forza era sparuta ed indebolita e poté giungere a destinazione solo quando il suo primo comandante (che era maggiore di grado a Whish e si rifiutò di servire sotto di lui) venne rimpiazzato da un ufficiale di rango inferiore. L'esercito di Whish venne rinforzato via mare e via fiume da trasporti in arrivo dall'Indo e dal Chenab.
Sir Hugh Gough guidò le sue forze principali contro l'esercito di Sher Singh, che difendeva la linea del fiume Chenab contro Gough da diverse settimane. Il 22 novembre, i sikhs riuscirono a respingere un attacco della cavalleria britannica alla testa di ponte sul fronte orientale del fiume nella Battaglia di Ramnagar. Quando questi si ritirarono successivamente dalla loro testa di ponte, i sikhs ritennero la battaglia come una loro vittoria e  il loro morale ne uscì risanato. Gough forzò il suo attraversamento del Chenab in quello stesso mese ed affiancò i sikhs, ma la sua cavalleria attese i rinforzi della fanteria, permettendo ai sikhs di ritirarsi senza interferenze.
All'inizio del 1849, Amir Dost Mohammed Khan dell'Afghanistan si schierò coi ribelli sikhs, i quali si accordarono per cedergli la città di Peshawar e le aree circostanti che erano state conquistate da Ranjit Singh all'inizio del secolo. Il supporto di Dost Mohammed Khan alla causa dei sikhs fu comunque di cautela, cedendo solo 3 500 afghani per difendere il forte di Attock sul fiume Indo, dove l'iniziale guarnigione era stata divelta da Nicholson. Questo permise a Chattar Singh di muoversi al di fuori di Hazara e di marciare ad ovest e poi a sud, raggiungendo l'esercito di Sher Singh. Dalhousie aveva già ordinato a Gough di fermare le operazioni aspettando la caduta di Multan, il che avrebbe permesso a Whish di rinforzare le sue file. Venuto a conoscenza della caduta di Attock, egli preferì invece ordinare a Gough di distruggere l'esercito di Sher Singh prima che l'armata di Chattar Singh potesse congiungersi con la sua.
Gough inaspettatamente incontrò le posizioni di Sher Singh presso il fiume Jhelum il 13 gennaio 1849. Sher Singh aveva schierato notevoli forze e Gough doveva scegliere se ritirarsi o attaccare sul far della sera, ma infine propese per quest'ultima soluzione. La risultante Battaglia di Chillianwala fu un combattimento disperato. Le truppe di Gough, attaccando senza il supporto valido dell'artiglieria, soffrirono diverse perdite. Molte unità persero le loro bandiere (fatto visto con disgrazia) e parte del reggimento di cavalleria cadde nel panico più profondo dopo la perdita di quattro cannoni. Anche l'esercito di Sher Singh fu comunque colpito nello scontro, perdendo dodici cannoni in battaglia.
Seguirono quindi tre giorni di piogge incessanti che scoraggiarono entrambe le parti a riprendere gli scontri e per questo entrambi si ritirarono. Sher Singh continuò a nord per entrare in contatto con l'armata di Chattar Singh.
Gough aveva subito diverse perdite e la sua tattica era stata criticata severamente e per questo egli venne rimpiazzato dal generale Charles James Napier, anche se l'ordine non giunse se non dopo la cessazione delle ostilità.

### Le ultime battaglie
Nel frattempo, le forze di Whish completarono le loro opere d'assedio presso Multan e le loro batterie aprirono il fuoco facendo breccia nelle difese, nelle quali poi penetrò la fanteria. Mulraj si arrese il 22 gennaio, venendo imprigionato a vita. La fine dell'assedio permise così a Whish di rinforzare Gough. In particolare, la divisione di Whish aveva un gran numero di cannoni pesanti, presi ai sikhs.
Con l'armata di Gough, Sher Singh tentò un'ultima mossa di affiancamento, inviando la cavalleria a superare il Chenab di modo da raggiungere la retroguardia del generale inglese. Essi vennero colpiti da forti piogge che resero difficile l'attraversamento del corso d'acqua e la cavalleria irregolare inglese guidata da Harry Burnett Lumsden e William Hodson riuscì ad avere la meglio. Il 13 febbraio, Gough attaccò l'esercito sikh nella Battaglia di Gujrat, preceduta da tre ore di bombardamenti con circa 100 cannoni. Inviò quindi la sua cavalleria e l'artiglieria a cavallo a colpire i nemici per le successive quattro ore.
Il 12 marzo, Chattar Singh e Sher Singh si arresero presso Rawalpindi assieme ai circa 20 000 uomini che componevano le loro file. Il contingente afghano si ritirò verso Attock e Peshawar, che gli inglesi poi rioccuparono. Dost Mohammed Khan con un trattato riconobbe ufficialmente poi il possesso inglese di quelle aree.
Il 29 marzo, Duleep Singh rinunciò a tutti i propri diritti di reggenza sul Punjab e lord Dalhousie riuscì ad annettere così l'area all'India britannica. Per i suoi servigi, il conte di Dalhousie ricevette il ringraziamento del parlamento inglese e venne elevato al titolo di marchese. Anche Gough venne ricompensato per le sue azioni, anche se la sua tattica a Chillianwala rimase un punto interrogativo che lo accompagnò sempre.